# Internationale Jugendbibliothek
Die Stiftung Internationale Jugendbibliothek München (IJB) ist eine Spezialbibliothek mit der Aufgabe, Kinder- und Jugendliteratur aus der ganzen Welt zu sammeln, zu erschließen und Kindern wie Erwachsenen zu vermitteln, um den Gedanken der interkulturellen Verständigung zu fördern. Diese weltweit größte Einrichtung ihrer Art ist im Schloss Blutenburg im Münchner Stadtteil Obermenzing untergebracht.

## Aufgaben und Ziele
Die Stiftung Internationale Jugendbibliothek ist heute ein Zentrum für internationale Kinder- und Jugendliteratur. Mit einem Jahresprogramm von Ausstellungen, Veranstaltungen wie Lesungen, Werkstattgesprächen, Podiumsdiskussionen, mit wissenschaftlichen Tagungen und Fortbildungen wird der internationalen Kinder- und Jugendliteratur ein Forum gegeben. Seit 2010 richtet die IJB alle zwei Jahre das White Ravens Festival für internationale Kinder- und Jugendliteratur aus. 2013 wurde erstmals der James Krüss Preis für internationale Kinder- und Jugendliteratur vergeben, mit dem alle zwei Jahre das Werk eines herausragenden Autors ausgezeichnet wird.
Ausstellungskataloge, die „White Ravens“-Empfehlungsliste und Publikationen tragen zum Diskurs über internationale Kinder- und Jugendliteratur bei. Als Herausgeberin des „Kinder Kalenders“ öffnet die Bibliothek kulturelle Horizonte für Kinder.
Mit Lesungen, Schreibwerkstätten und Workshops zu Ausstellungen, den Literaturmuseen und kinderliterarischen Themen ist die IJB zudem Partner von Schulen, Kindergärten und Horten. Ziel der pädagogischen Programme ist es, Freude an Büchern zu wecken und Literatur als sinnstiftend, bereichernd und unterhaltsam zu erleben. In einer Kinderbibliothek stehen 25.000 aktuelle internationale Bücher und elektronische Medien in rund 25 Sprachen kostenlos zum Ausleihen zur Verfügung.

## Geschichte
Die IJB wurde 1949 von der Journalistin und jüdischen Exilantin Jella Lepman als Reeducation-Projekt gegründet. Sie ist die weltweit erste Bibliothek für internationale Kinder- und Jugendliteratur und wurde mit einem Buchbestand von 8000 Bänden unter großem öffentlichen Interesse in der Kaulbachstraße 11a im Münchner Stadtteil Maxvorstadt eröffnet. Jella Lepman verfolgte das Ziel, mit Kinderbüchern Brücken in die Welt zu bauen und dadurch zu einer friedlichen, freien und demokratischen Zukunft beizutragen. Unterstützt wurde sie von dem Autor Erich Kästner und anderen namhaften Persönlichkeiten.
Seither wurde die IJB kontinuierlich zu einer international anerkannten kulturellen Einrichtung ausgebaut.
1983 zog sie ins Wittelsbacher Schloss Blutenburg, 1995 errichtete die Münchner Verlegerin Christa Spangenberg die gemeinnützige Stiftung Internationale Jugendbibliothek, um so die dauerhafte Existenz der Bibliothek abzusichern. Heute dient die IJB einerseits als Archiv für die kostbaren, weil einzigartigen Sammlungen und andererseits als Ort der Begegnung und des internationalen Austausches sowie der kulturellen Bildung von Kindern und Jugendlichen. Im Jahr 2024 feierte die Bibliothek ihr 75. Jubiläum mit einer zweitägigen Fachtagung und Veranstaltungsprogramm.
Die IJB wird institutionell gefördert vom Bundesministerium für Familien, Senioren, Frauen und Jugend, vom Bayerischen Staatsministerium für Wissenschaft und Kunst und von der Landeshauptstadt München.

## Bestände
Die internationalen Buchbestände und historischen Sammlungen der Bibliothek sind weltweit einzigartig. Sie werden einem Fachpublikum in einem wissenschaftlichen Lesesaal für Studien und Forschungen zur Verfügung gestellt.
Der Bestand umfasst mehr als 670.000 Kinder- und Jugendbücher in 250 Sprachen, darunter wertvolle Sammlungen historischer Kinderbücher ab dem 16. Jahrhundert. Weiterhin verfügt die Bibliothek über mehr als 30.000 Titel internationaler Forschungsliteratur sowie etwa 150 laufende Fachzeitschriften in vielen Sprachen. Alle katalogisierten Bestände können über das Internet recherchiert werden; hier stehen auch unterschiedliche Empfehlungslisten zum Abruf bereit.
Darüber hinaus versteht sich die IJB als Literaturarchiv: Die ihr übergebenen Vor- und Nachlässe von Autoren wie James Krüss, Hans Baumann, Michael Ende, Josef Guggenmos, Erich Kästner, Mirjam Pressler und Binette Schroeder werden in einer Datenbank erschlossen.

## Forschung
Ein Stipendienprogramm für ausländische Wissenschaftler, finanziert vom Auswärtigen Amt, verfolgt das Ziel, die Forschung auf dem Gebiet der internationalen Kinder- und Jugendliteratur und der Illustration zu unterstützen und wissenschaftlichen Austausch und internationale Kooperation zu fördern.
Regelmäßig finden wissenschaftliche Tagungen in Kooperation mit universitären Partnern statt.
2021 startete mit „Colibri – Corpus Libri et Liberi. Digitalisierung von Kinder- und Jugendliteratur des 19. Jahrhunderts“ ein von der Deutschen Forschungsgemeinschaft finanziertes Projekt, in dessen Rahmen u. a. 5000 historische Bücher aus dem Bestand der IJB digitalisiert werden.